# 川畑泰史
川畑 泰史（かわばた やすし、1967年〈昭和42年〉6月22日 - ）は、日本のお笑いタレント、喜劇俳優、脚本家。吉本新喜劇元座長の座員。京都府京都市伏見区出身。吉本興業（大阪）所属。NSC9期生。身長167 cm、血液型AB型。愛称は「バタヤン」。

## 人物・略歴
京都府立桃山高等学校（ラグビー部）卒業。卒業後、薬品卸の営業職、ホストクラブを経てNSCに入る。
身長167 cm、体重67 kg。
趣味は、テレビゲーム、散歩。西武ライオンズファン（田淵幸一ファン）。NMB48ファン。
同期には、ナインティナイン・宮川大輔・星田英利・矢野・兵動・へびいちごなどがいる。
1991年、吉本新喜劇に入団。NSC9期生でNSC卒業後、新喜劇に入団したのは川畑とナインティナインの岡村隆史のみだった。一方、同期の岡村は正式にはNSCを卒業しておらず、授業料未納により除籍になっている。
1997年、同じ新喜劇の先輩女優の森内紀世と結婚。2005年7月26日には3人目の子供（長女）が誕生したが、2011年6月離婚。親権は森内が持っている。
友人とバンド「second stage」（セカンドステージ）を結成・活動している。担当はボーカル。
2005年3月、「吉本新喜劇・川畑泰史・小籔千豊公演・がんばろっカナ!?キャンペーン」をなんばグランド花月にて開催。吉本新喜劇の歴史に残る大イベントを成功させ、イベント内で川畑小籔の両名は新喜劇の大御所・桑原和男から「次代の新喜劇を背負うのにふさわしい人材」とお墨付きをもらう。
2006年2月に小籔が座長に就任。川畑もそれに続く形で同年9月より不定期ながら仮座長公演を行い、2007年4月に同い年の吉田ヒロが座長を卒業（退任）したことに伴い、同年6月より正式に座長昇格することが決定。入団16年目にして念願の座長就任となった。
座長就任後は、新キャラクター「川畑バタ子」にも挑戦。イベントでは「ターニングポイント新喜劇」や吉本コメディの復活SPなどで主役をこなしている。また2007年のM-1グランプリに小籔とのコンビ「座長座長」で出場し、初出場でありながら準決勝に進出した。
2023年3月20日、同日の公演をもって吉本新喜劇の座長を勇退した。今後も座員として新喜劇への出演は継続する。

## 芸風
- 近年はツッコミが多く、共演者のボケや共演者のいじりに鋭い反応を見せている。
- 2005年まで味の素が販売していた「ごはんがススムくん」シリーズのCMキャラクターに似ていたことから、「ご飯がご飯がススム君・焼きビーフンフン! ズボッ!・値段が値段がやすし君」と弄られるギャグ、同商品の味の素での生産終了（ピックルスコーポレーションの「ご飯がススムキムチ」シリーズは別個のもの）後は次第に使われる機会が減少し、2015年現在では使われていない。
- 中田はじめや烏川耕一、清水啓之[注 1]と揉み合いの喧嘩になった際に、共演者に（誰が誰なのかの）区別がつけられずいじられたり、また間違われたりする場合もある。
- 代名詞と化している「顔パンパン」の他、「おたふく風邪に罹った」、「バターロール」、「おむすび顔」、「おにぎりせんべい」、「栗饅頭」、「ガマガエル」、「名探偵コナンの友達（小嶋元太）」、「腐ったサーターアンダギー」、「ブタゴリラ」、「ACのロゴ」などと顔や容姿をイジられる。忍者の里が舞台の時は、忍たま乱太郎の主要キャラであるしんべヱに似ているとイジられた。座長勇退後は、「綾瀬はるか」とも言われる。
- ヤクザや憎まれ役が出てきた後、共演者が「なんやあいつ〜」と言いながら川畑の悪口を言い(顔パンパンなど)、「それ俺やないかい！あいつの悪口言わなあかんやろ！」などと返す。
- 座長公演時、登場のシーンではヤクザ映画調、もしくは演歌のイントロ風の出囃子[注 2]とともに行進をし[注 3]、気を付けの姿勢で止まる[注 4]。直後に「カーッ!」という効果音（キハーダ、またはヴィブラスラップの音）と同時に観客側を向き、目を瞑りながら口を開けて少し下を向く[注 5]。バタ子役の場合は観客側を向き、スカートをめくり上げる。また、「カーッ!」という効果音は川畑が図星の時に使われることがある。
- 紙袋を携え、「駅前でおいしそうなケーキ売ってたんですよー」などとさもお土産があるような前振りをした後、「美味しかったー」と言いながら紙袋を畳む。紙袋ではなく、酒瓶の形に設えた風呂敷を用いて同様のネタを行うこともある。

- 店員役として出演の際に、女性客に水をこぼしてしまい服を拭きながらスカートの中を覗き、女性客の連れの男性と揉み合いになり突き飛ばされるが、うまい具合に女性客の手前に倒れさらにスカートの中を覗くというネタがある。この後、逃げる女性客を背泳ぎのように動きながら追いかけ、突っ込まれた後「背中が痒かったんや」とごまかすパターンもある。
- ヤクザや強盗と戦う前に「冗談はここからや」。
- 「ボクシング界で何て呼ばれてたか、体で教えたるわ」と言い、ヤクザや強盗に立ち向かうが、相手から一方的に殴られ、「何て呼ばれてたんや?」と聞かれると「サンドバッグの川畑や」と答える。
- 2015年からは館内放送等のチェックと称した音響効果を併用した3段式ギャグが行われている。川畑（相手）が事情説明の際に流れるBGMが1段目は徐々に大きく大音響となり川畑（相手）の声が掻き消され「いや、うるさいな、おい」とつっこむ。2段目はBGMに「ビョーン」、または「ビョーン」と登場シーンで流れる「カーッ」を併用した効果音が挿まれ、川畑がつられて首を振る。3段目はBGMに変な歌詞のおばさんの歌唱（主に「笑いの殿堂NGK 一度入ると出られない～」）などが挿入され「何の歌や、おい」等とつっこむものの、相手に全て聞こえていないと反論され「へったくそなオバハンの声で…」と訴えるも相手にされず、川畑が困惑している最中に「ピンポンパンポーン、館内（商店街・村等）放送のチェック終わります」の放送が流れ、川畑が「このオバハンの声や」[注 6]という流れである。または携帯の着信音やアラームだったということもある。

## キャラクター
バタ子
女性キャラクターで、ドラマのエキストラや柔道の門下生などの位が低い役で登場する。稀におばあさん役で登場することもある。
バタやん
かつての岡八朗を髣髴とさせるシャツに腹巻をつけた出で立ちをしている（現在はほぼこのキャラクターで出演）。2009年には、このキャラクターのために頭髪を丸刈りにした。

## 出演

### テレビバラエティ
現在の出演番組
- よしもと新喜劇（毎日放送）
- よしもと新喜劇NEXT〜小籔千豊には怒られたくない〜（毎日放送） 不定期出演
- なるみ・岡村の過ぎるTV（朝日放送） 不定期出演

過去の出演番組
- ちちんぷいぷい（毎日放送）2007年4月から2008年9月までキッチンぷいぷい金曜日アシスタント
- よしもと情熱コメディ〜TVのウラ側で大騒ぎ!モンスターAD奮闘記〜（2012年7月15日 - 2013年3月24日、読売テレビ）
- よしもとミッドナイトコメディ 3年2組ポンコツの唄（2013年6月6日 - 2014年3月18日、読売テレビ）
- おはよう朝日です（朝日放送）月曜から木曜日 無知の遭遇での準レギュラー

### テレビドラマ
- グッド★コンビネーション（2001年、NHK）- キッド兄弟 優 役[6]
- マネーの天使〜あなたのお金、取り戻します!〜 第11話（2016年3月17日、読売テレビ）- 川嶋役
- なにわの晩さん! 美味しい美味しい走り飯 第1話（2023年4月2日、朝日放送テレビ） - ナゾの客 役[7]
- 大河ドラマ べらぼう〜蔦重栄華乃夢噺〜 第5回・第6回・第24回・第25回（2025年2月2日・9日・6月22日・29日、NHK） - 柏原屋 役[8][9]
- 連続テレビ小説 おむすび 第86回（2025年2月3日、NHK） - 中野学 役[10]

### ラジオ
- 川畑泰史の顔パンラジオ（ABCラジオ）
- 京都発よしもとハッピーアワー 成樹・泰史の火曜の夜をぶっとばせ!〜やんちゃdeナイト〜（KBS京都ラジオ）

### 映画
- 女子校生探偵あいちゃん (2018年3月17日) - 探偵事務所所長であいの父 役[11]

### 舞台
- 朗読劇ボイコメvol.2〜声優×吉本新喜劇（2024年8月17日・18日、COOL JAPAN PARK OSAKA TTホール）[12]
- 「この先10年プロジェクト」第2弾（2025年6月12日 - 15日、扇町ミュージアムキューブ CUBE01）[13]

### CM
- 江崎グリコ ポッキー 「Hello New Friend! 大阪」篇（2007年、新垣結衣と共演）